# Megalestes riccii
Megalestes riccii là loài chuồn chuồn trong họ Synlestidae. Loài này được Navás mô tả khoa học đầu tiên năm 1935.